# Бугульма (приток Бугульминского Зая)
Бугульма, или Бугульминка, — река в России, протекает по Бугульминскому району Татарстана, преимущественно по территории города Бугульма.
Берёт исток к северу от посёлка Берёзовка. В Бугульме принимает 3 правых притока — Соколка, Мамиловка и Бугулянка. Впадает в Бугульминский Зай к северо-востоку от села Малая Бугульма. Устье находится в 49 км от устья Бугульминского Зая по левому берегу. Длина реки составляет 17 км (по другим данным, 16,4 км), площадь водосборного бассейна — 56,3 км². Средний многолетний меженный расход воды — 0,075 м³/с в устье.

## Данные водного реестра
По данным государственного водного реестра России относится к Камскому бассейновому округу, водохозяйственный участок реки — Кама от Нижнекамского гидроузла и до устья, без реки Вятка, речной подбассейн реки — бассейны притоков Камы до впадения Белой. Речной бассейн реки — Кама.